# 알바로 암푸에로
알바로 프란시스코 암푸에로 가르시아-로셀(Álvaro Francisco Ampuero García-Rossell, 1992년 9월 25일 ~ )는 페루 출신의 축구 선수이다. 현재 우니베르시다드 산마르틴에서 뛰고 있으며 포지션은 수비수이다.